# Boerenopstand (1963)

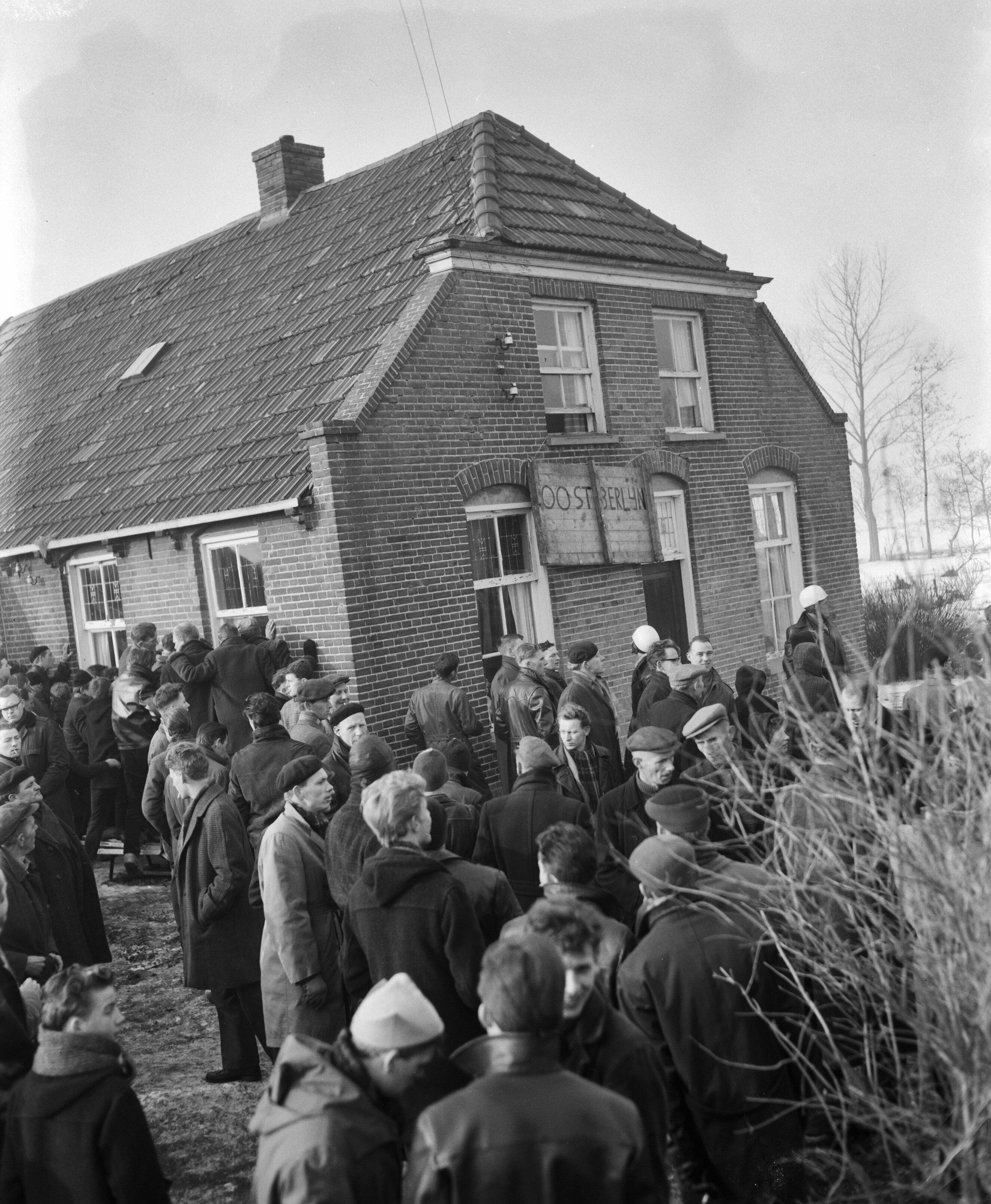
Gerechtelijke ontruiming van boerderijen Vrije Boeren in Hollandscheveld bij Hoogeveen. Op de boerderij van Hartman was een bord aangebracht met de woorden Oost Berlijn.

De boerenopstand in 1963 in Hollandscheveld was een rebellie onder leiding van de Nederlandse landbouwer en politicus Hendrik Koekoek tegen de huisuitzetting van drie boerengezinnen en daarmee het Landbouwschap. De opstand werd ook wel aangeduid als de Opstand der Braven.
Drie boerengezinnen werden op last van het Landbouwschap uit hun boerderijen gezet omdat ze principieel weigerden de heffingen voor dat schap te betalen en vanwege het feit dat ze de boerderijen illegaal bewoonden, omdat de boerderijen door het landbouwschap in beslag genomen waren en daarmee eigendom waren geworden  van het Landbouwschap. Duizenden zogenaamde "Vrije Boeren" uit heel Nederland, aanhangers van Koekoek, trokken naar Hollandscheveld om te proberen de ontruiming te voorkomen. De overheid bracht een overmacht van ruim 200 man gehelmde en gewapende politie op de been die de demonstrerende boeren weghield van de plaatsen waar de deurwaarder zijn werk deed. Er ontstonden rellen. De politie dreef de mensen met traangasgranaten en wapenstok weg van de boerderijen. Een van de ontruimde boerderijen ging 's nachts in vlammen op. De daders van de brandstichting werden nooit gevonden. Het Landbouwschap, dat daarvoor nooit ervaring had opgedaan met ontruimingen, bond in na alle negatieve media-aandacht en kwam uiteindelijk tot een compensatieregeling met de boeren uit Hollandscheveld.
De opstand leidde door het optreden van boer Koekoek tot grote bekendheid van en steun voor de Boerenpartij, die bij de daaropvolgende parlementsverkiezingen met 3 zetels in de Tweede Kamer kwam.